# Eiserbudersee
Der Eiserbudersee, auch Eiserbuder See geschrieben, ist ein natürlicher See auf der Gemarkung der Stadt Biesenthal im Landkreis Barnim (Brandenburg).

## Lage und Hydrographie

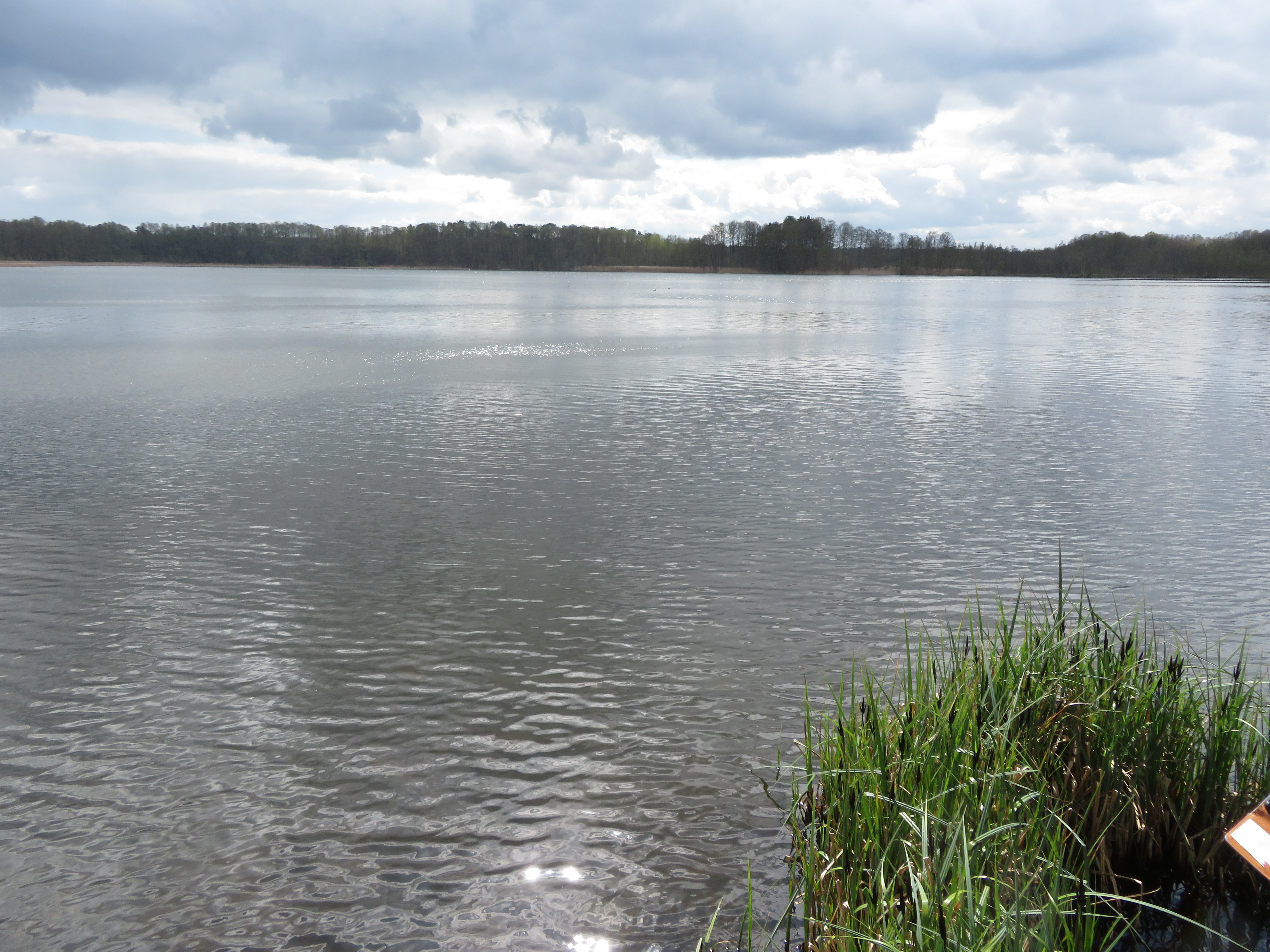
Eiserbudersee, Blick vom Westufer nach Südosten

Der Eiserbudersee liegt ca. 6 km nordwestlich vom Altstadtkern von Biesenthal. Der nächste größere Ort ist Sophienstädt, von dessen äußerster Bebauung es nur etwa 150 Meter bis zum Südwestende des Sees sind. Östlich des Sees und nur etwa 150 bis 200 Meter vom Ostufer entfernt liegt der nach dem See benannte Wohnplatz (Forsthaus) Eiserbude. Der noch im BrandenburgViewer und in der Topographischen Karte 1:25.000 verzeichnete Campingplatz am Nordwestufer ist seit Jahren aufgegeben. Luftlinie nur knapp 600 Meter in ostsüdöstlicher Richtung liegt der etwas kleinere Bukowsee.
Der einzige größere Zufluss zum Eiserbudersee ist das Pregnitzfließ, das am Südwestende in den See eintritt und ihn am Nordende wieder verlässt. Knapp 300 Meter südlich des Einflusses des Pregnitzfließes in den See mündet die Eiserlake in das Pregnitzfließ. Im Süden der Sees zieht noch der Hauptgraben Sophienstädt und ein weiterer namenloser Entwässerungsgraben zum Südufer des Eiserbudersees. Der See hat eine Fläche von 30,6 ha (nach anderer Quelle: 37 ha), die bisher nachgewiesene Tiefe nach dem Gewässerkatasterbeträgt 6,2 m (bzw. nach anderer Quelle 8 m). Der Seespiegel liegt auf 33,4 m ü. NHN. Bei der Anlage des Gewässerkatasters 1995 hatte der See einen Trophie-Index von 4,0, was in den Bereich polytroph fällt. Der See hat keine stabile Schichtung. Der Eiserbudersee liegt komplett im Naturschutzgebiet Finowtal-Pregnitzfließ.

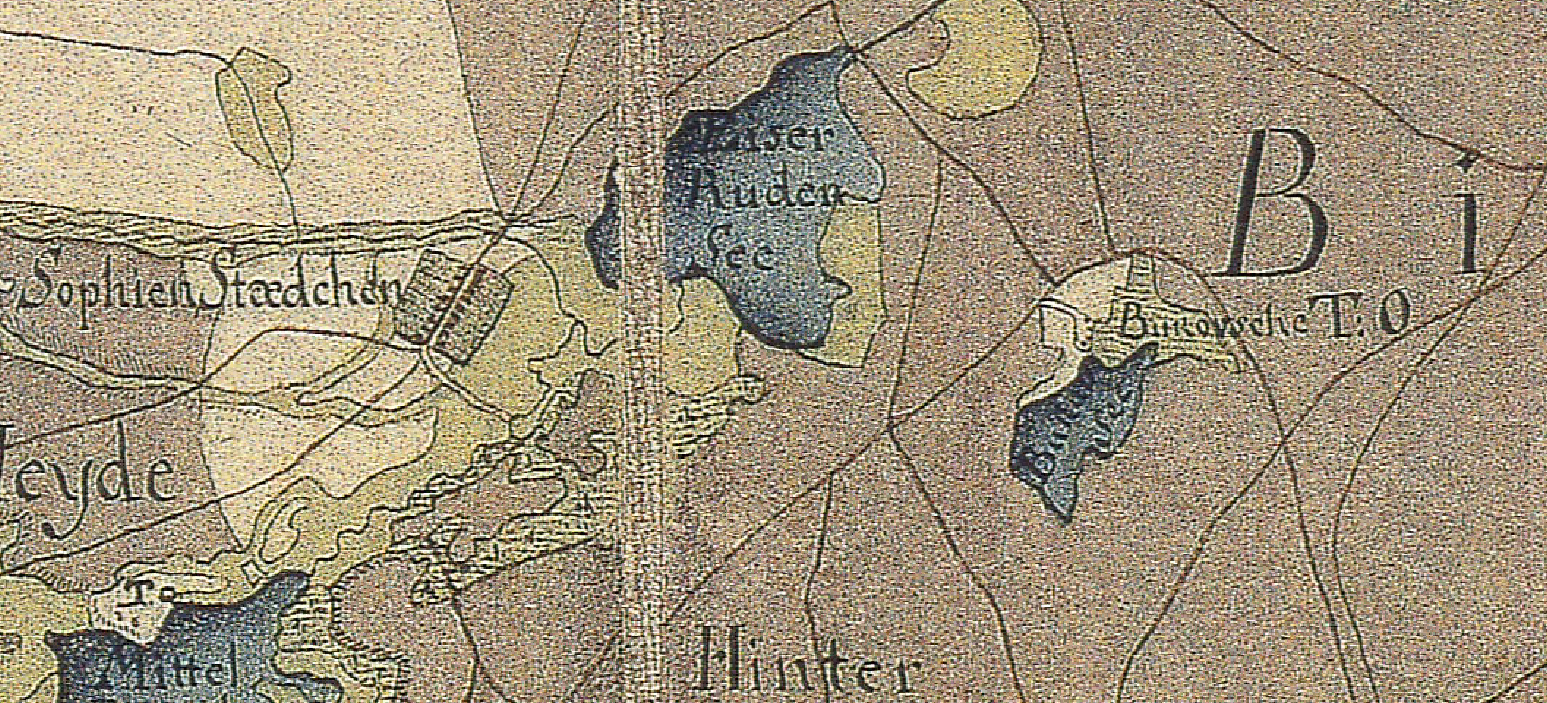
Sophienstädt, Eiserbudersee, Bukowsee und Bukowscher Teerofen auf dem Schmettauschen Kartenwerk von 1767/87

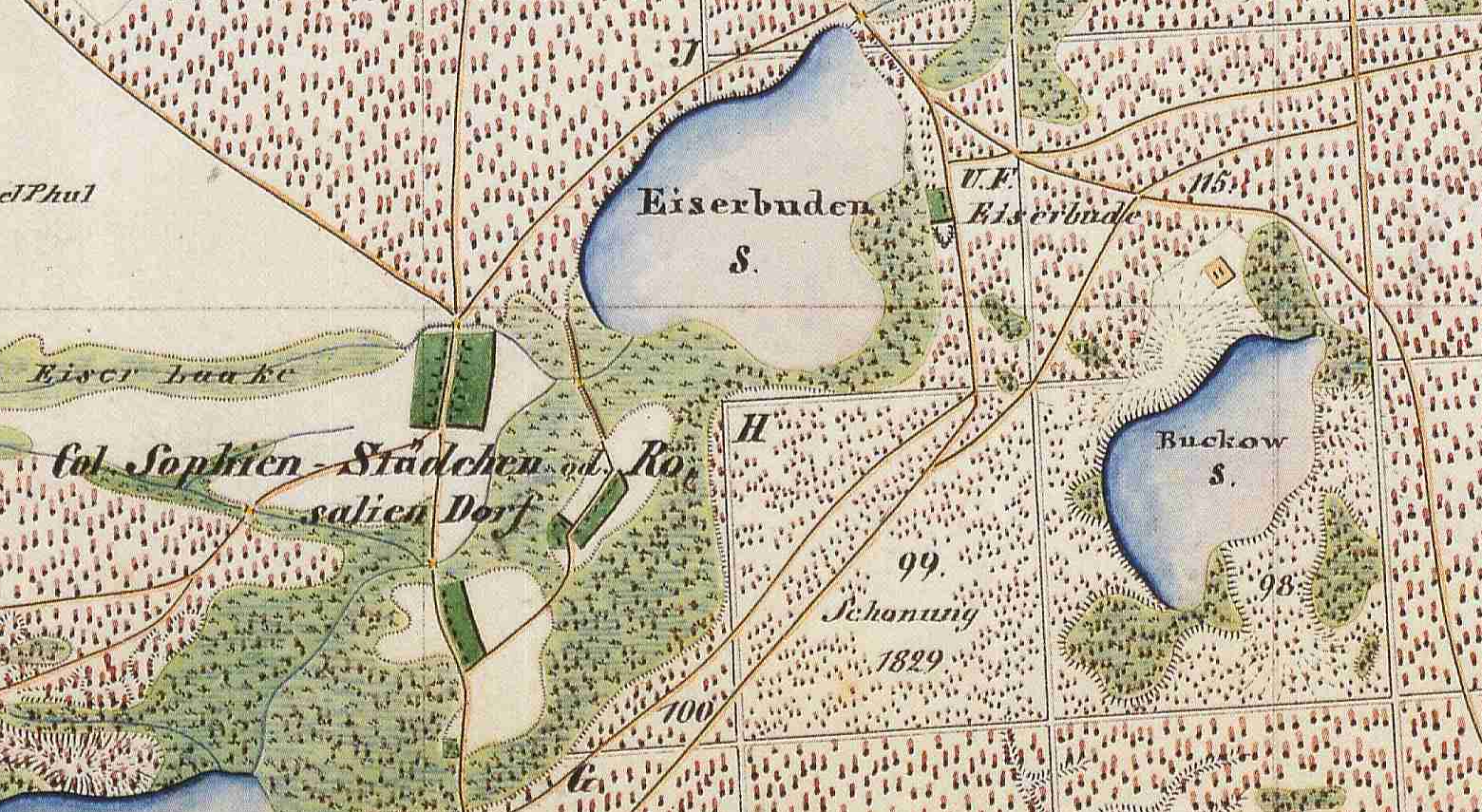
Sophienstädt, Eiserbudersee, Bukowsee und Wohnplatz Eiserbude auf dem Urmesstischblatt 3147 Zerpenschleuse von 1840

## Geschichte
Der See wurde 1571 erstmals urkundlich genannt (die Iserbude). Damals gehörte der See zum Amt Biesenthal, das auch die Fischereirechte im See hatte. Der Name rührt wahrscheinlich von einem zum Schloss Biesenthal gehörenden Eisenhammer her, der zwischen 1441 und 1536 belegt ist. Eiserbude von mnd. bode = kleines Haus, Arbeitsbude und mnd. iser/isern = Eisen (als Metall). Die genaue Lage dieses Eisenhammers ist allerdings unbekannt. Das Schmettausche Kartenwerk von 1767/87 verzeichnet ihn (wohl irrtümlich) als Eiser Ruden See. Im Urmesstischblatt 3147 Zerpenschleuse von 1840 erscheint der See als Eiserbuden See. Im Messtischblatt 3147 Zerpenschleuse von 1913 ist er als Eiserbuder See eingezeichnet.

## Bewirtschaftung
Der Eiserbudersee wird von der Seenfischerei Prenden e.V. bewirtschaftet, die auch Tageskarten für das Angeln auf Friedfische ausstellt. Im See kommen Aale, Barsche, Hechte, Zander, Schleien, Brassen, Rotaugen, Rotfedern und Güstern vor.

## Anmerkung
1. ↑  Eine händische Messung der Fläche mit Hilfe des BrandenburgViewers bestätigte allerdings die Angabe des Gewässerkatasters.